# برودي بلير
برودي بلير (27 ديسمبر 1991 بغلاسكو الجديدة، نوفاسكوشيا في كندا - ) هو ملاكم كندي، صنّف ضمن فئة الوزن المتوسط. شارك في دورة ألعاب الكومنولث 2014 ودورة الألعاب الأمريكية 2011.

## إحصائيات
خاض خلال مسيرته نزالين، فاز بهم بالضربة القاضية.

## روابط خارجية
- برودي بلير على موقع بوكس ريك (الإنجليزية) (registration required)
- برودي بلير على موقع اللجنة الأولمبية الكندية (الإنجليزية)